# Achthoven (Leiderdorp)

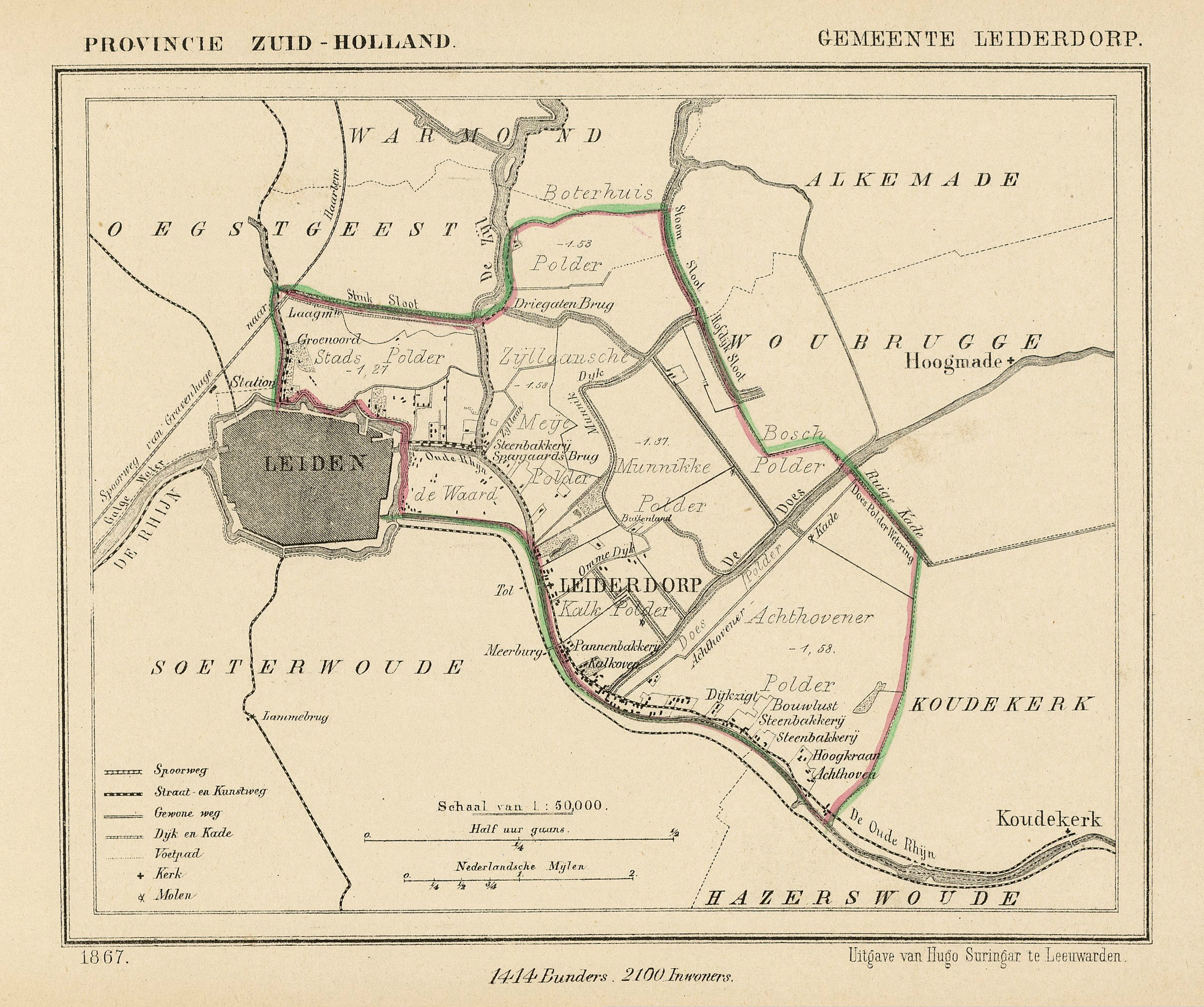
Kaart van de gemeente Leiderdorp uit 1867, met Achthoven en de Achthovener Polder.

Achthoven is een polder en buurtschap in de Nederlandse gemeente Leiderdorp. 

## Buurtschap
De buurtschap Achthoven is gelegen aan de Achthovenerweg aan de Noordoever van de Oude Rijn. De buurtschap bestaat uit een paar boerderijen waaronder  'Agthoven', 'Bouwlust' en 'Ringgraaf'. Ook ligt in de buurtschap industrieterrein 'De Lage Zijde'.

## Polder
De Polder Achthoven is grotendeels onbebouwd, met uitzondering van de gelijknamige buurtschap aan de zuidkant van de polder. Aan de westzijde grenst de polder aan de Huis ter Doespolder, met vlak erachter de A4 en een jachthaven; aan de noordwestzijde aan de N446; aan de noordoostzijde vormt de ruige kade de grens met de Doespolder (gemeente Kaag en Braassem) en aan de oostzijde ligt de Hondsdijkse Polder (gemeente Alphen aan den Rijn). Aan de zuidkant ligt ten slotte dan nog de Oude Rijn, met aan de overkant Zoeterwoude-Rijndijk en Groenendijk.
Dorp: Leiderdorp    Buurtschap: Achthoven

Zuid-Holland: Steden en dorpen      Nederland: Provincies · Gemeenten